# I-divisioona 1984
La I-divisioona 1984 è la 2ª edizione del campionato di football americano di secondo livello, organizzato dalla SAJL.
Non sono noti i risultati degli incontri.

## Squadre partecipanti
| Club                     | Città        | Stadio | Sponsor ufficiale | Risultato nella stagione 1982 |
| ------------------------ | ------------ | ------ | ----------------- | ----------------------------- |
| East City Giants II      | Helsinki     |        |                   |                               |
| Helsinki Breakers        | Helsinki     |        |                   |                               |
| Hyvinkää Falcons         | Hyvinkää     |        |                   |                               |
| Jyväskylä Rangers        | Jyväskylä    |        |                   |                               |
| Lappeenranta Rajaritarit | Lappeenranta |        |                   |                               |
| Munkka Colts II          | Helsinki     |        |                   |                               |
| Pori Bears               | Pori         |        |                   |                               |
| Sipoo Bulldogs           | Sipoo        |        |                   |                               |
| Tampere Rocks            | Tampere      |        |                   |                               |

## Stagione regolare

### Classifica
La classifica della regular season è la seguente:
- PCT = percentuale di vittorie, G = partite giocate, V = partite vinte,  P = partite perse, PF = punti fatti, PS = punti subiti

| Pos. | Squadra                  | PCT   | G | V | N | P | PF  | PS  |
| ---- | ------------------------ | ----- | - | - | - | - | --- | --- |
| 1    | Tampere Rocks            | 1.000 | 8 | 8 | 0 | 0 | 269 | 39  |
| 2    | Pori Bears               | .750  | 8 | 6 | 0 | 2 | 314 | 69  |
| 3    | Helsinki Breakers        | .750  | 8 | 6 | 0 | 2 | 219 | 97  |
| 4    | Hyvinkää Falcons         | .750  | 8 | 6 | 0 | 2 | 205 | 83  |
| 5    | Lappeenranta Rajaritarit | .375  | 8 | 3 | 0 | 5 | 158 | 221 |
| 6    | East City Giants II      | .375  | 8 | 3 | 0 | 5 | 66  | 205 |
| 7    | Jyväskylä Rangers        | .313  | 8 | 2 | 1 | 5 | 80  | 149 |
| 8    | Sipoo Bulldogs           | .188  | 8 | 1 | 1 | 6 | 55  | 225 |
| 9    | Munkka Colts II          | .000  | 8 | 0 | 0 | 8 | 6   | 282 |

## Verdetti
- Tampere Rocks Vincitori della I-divisioona 1984